# Disintegrine

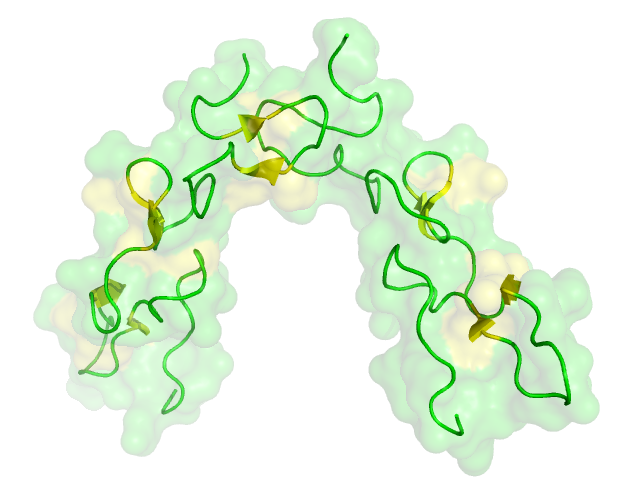
Strukturmodell eines Heterodimers von Echistatin

Disintegrine sind Polypeptide, die erstmals aus dem Gift verschiedener Vipern (Viperidae) isoliert wurden. Die Sequenz findet sich aber auch als Disintegrin-Domäne in einer Reihe humaner Enzyme, den ADAM-Metalloproteasen. Bisher sind über 25 verschiedene Disintegrine aus Schlangengift isoliert worden.

## Aufbau
Disintegrine sind wasserlösliche cysteinreiche nicht-enzymatische Peptide, die in Schlangengift aus 41 bis 84 Aminosäuren bestehen. In den ADAM-Proteasen besteht die Sequenz der Disintegrin-Domäne meist aus ungefähr 90 Aminosäuren. Fast alle Disintegrine und Disintegrin-Domänen, so beispielsweise auch ADAM15, enthalten die RGD-Sequenz (Arg-Gly-Asp), die beispielsweise an αvβ3-Integrine bindet. Andere Disintegrine der ADAMs können an andere Integrine binden. ADAM28 bindet an α4β1
Im Schlangengift bewirken die Disintegrine eine verminderte Blutgerinnung durch die Bindung an den Fibrinogen-Bindungsrezeptor – das Integrin αIIbβ3 – der Thrombozyten.
Die RGD-Sequenz, oder wie im Fall von Obtustatin die KTS-Sequenz, wird am Ende einer Schleifenstruktur des Peptids dem jeweiligen Rezeptor präsentiert.

## Anwendung
Die hochspezifische Bindung an verschiedene Rezeptoren machen die Disintegrine zu potenziellen Wirkstoffen zur Behandlung einer Reihe von Erkrankungen. Die antikoagulative Wirkung kann beispielsweise zur Vorbeugung vor Thromben genutzt werden.
Weltweit werden die Disintegrine für die Therapie von Krebs, Asthma und Osteopenie erprobt.
Speziell die hohe Affinität zu bestimmten Integrinen, die beim Tumorwachstum wichtig für die Neubildung von Blutgefäßen (Angiogenese) sind (beispielsweise αvβ3), ist dabei von Interesse.

## Beispiele
Auswahl einiger Schlangen-Disintegrine.
| Name          | nAminosäuren | nCystein | Spezies                                                |
| Albolabrin    | 73           | 12       | Weißlippen-Bambusotter (Trimeresurus albolabris)       |
| Rhodostomin   | 68           | 12       | Malayische Mokassinotter (Calloselasma rhodostoma)     |
| Trigramin     | 72           | 12       | Grüne Bambusotter (Trimeresurus gramineus)             |
| Batroxostatin | 71           | 12       | Gewöhnliche Lanzenotter (Bothrops atrox)               |
| Elegantin     | 73           | 12       | Trimeresurus elegans                                   |
| Applagin      | 71           | 12       | Wassermokassinotter (Agkistrodon piscivorus)           |
| Barbourin     | 73           | 12       | Zwergklapperschlange (Sistrurus m. barbouri)           |
| Bitistatin    | 83           | 14       | Puffotter (Bitis arietans)                             |
| Obtustatin    | 41           | 8        | Levanteotter (Macrovipera lebetina)                    |
| Echistatin    | 49           | 8        | Gemeine Sandrasselotter (Echis carinatus)              |
| Eristostatin  | 49           | 8        | MacMahon-Viper (Eristicophis macmahoni)                |
| Halysin       | 71           | 12       | Halysotter (Gloydius halys)                            |
| Kistrin       | 68           | 12       | Malayische Mokassinotter (Calloselasma rhodostoma)     |
| Mambin        | 59           | 8        | Jamesons Mamba (Dendroaspis jamesoni)                  |
| Tergeminin    | 73           | 12       | Westliche Massassauga (Sistrurus catenatus tergeminus) |
| Triflavin     | 70           | 12       | Habu-Schlange (Trimeresurus flavoviridis)              |